# ثابيسو مايل
ثابيسو مايل (بالإنجليزية: Thabiso Maile)‏ هو لاعب كرة قدم ليسوتوي في مركز الدفاع، ولد في 27 يناير 1987 في ليسوتو. شارك مع منتخب ليسوتو لكرة القدم. أما مع النوادي، فقد لعب مع Lerotholi Polytechnic FC ‏.

## وصلات خارجية
- ثابيسو مايل على موقع قاعدة بيانات كرة القدم.إي يو (الإنجليزية)
- ثابيسو مايل على موقع ناشيونال فوتبول تيمز (الإنجليزية)